# Songdalen
Songdalen este o comună din provincia Vest-Agder, Norvegia.
Are o suprafață de 215,85554763336 km². Populația este de 6.419 locuitori, determinată în 1 ianuarie 2016, prin recensământ.